# León andante
El León andante es uno de los Tesoros en exhibición del Museo Real de Ontario (ROM), en Toronto. Se trata de un relieve mural de un león andante hecho de ladrillos policromos esmaltados. Proviene de Babilonia, Irak, y está datado en el tiempo de Nabucodonosor II (605-562 a. C., rey del imperio neobabilónico. Es uno de los muchos de este tipo de relieves que decoraban los muros de la entrada ceremonial del palacio y muy similar con aquellos que se alineaban a lo largo del camino de procesión desde la Puerta de Istar al templo de Marduk.

## Descripción
El relieve mide 1,22 m de altura por 1,83 m de ancho por 0,80 m de profundidad. Algunos de los ladrillos tienen grabada la siguiente inscripción:

"Nabucodonosor, rey de Babilonia, el primer hijo nacido de Nabopolasar, el rey de Babilonia".

## Origen
La entrada ceremonial en el palacio de Nabucodonosor II tenía un muro azulejado decorado con columnas vidriadas, capullos de loto y pequeñas palmeras con leones andantes alrededor de la base como éste en exhibición en el ROM. Babilonia fue excavada por una expedición alemana dirigida por Robert Koldewey entre 1899 y 1917. Los fragmentos de los ladrillos encontrados en la entrada ceremonial del palacio (también llamada la sala del trono de la Ciudadela Sur) fueron llevados a Berlín y ahí reensamblados con un extraordinario esfuerzo, dado que pertenecían a la Puerta de Ishtar y el camino procesional. El ROM adquirió su reconstruido relieve del león en 1937 al Museo Estatal de Berlín.

## Método de producción
Robert Koldewey sugirió que los leones, al igual que los otros relieves que cubrían la vía procesional, fueron hechos usando moldes tomados de un panel matriz de arcilla, o de un muro provisorio con un revestimiento de yeso, que fueron cortados en segmentos del tamaño de ladrillos. Evidentemente, requirió de particular cuidado que las uniones de los mismos no fueran visibles y que los relieves pudiera ser removido del molde con facilidad. Los ladrillos fueron entonces cocidos en un horno cerámico, y luego esmaltados con los colores apropiados. Se hicieron marcas en el borde superior de cada uno para permitir su colocación en el orden correcto. El sistema utilizado para ensamblar los relieves pudo ser visto más claramente con aquellos de la entrada ceremonial dada la forma en la que habían caído después de que salteadores hubieron tomado los ladrillos del muro.

## Simbolismo del león
El león era un símbolo de la realeza por su fuerza que lo coloca en la posición de especie dominante en la naturaleza; luchar con ellos, por eso mismo, daba al rey gran prestigio. El león fue también el símbolo de Ishtar, la diosa babilónica del amor y de la guerra. En este último rol, era representada en una carroza tirada por siete leones con un arco en la mano.